# Rezerwat przyrody Źródliskowe Zbocza
Rezerwat przyrody Źródliskowe Zbocza – krajobrazowy rezerwat przyrody położony w województwie zachodniopomorskim na terenie gmin Ińsko (powiat stargardzki) i Węgorzyno (powiat łobeski).
Obszar chroniony utworzony został 22 października 2009 r. na podstawie Zarządzenia Nr 56/2009 Regionalnego Dyrektora Ochrony Środowiska w Szczecinie z dnia 15 września 2009 r. w sprawie uznania za rezerwat przyrody „Źródliskowe Zbocza” (Dz. Urz. Woj. Zach. z 2009 r., Nr 68, poz. 1859).

## Położenie
Rezerwat ma 51,8269 ha powierzchni (w innych źródłach 51,82 ha), w całości pod ochroną czynną. Akt powołujący podawał 52,21 ha, a powierzchnię zmniejszono w 2016. Obejmuje tereny nadleśnictwa Łobez (wydzielenia leśne 357a, b, c, d, j, ~a, ~b, ~c, 357r, t, x, ~f, 357w, 392c, ~c, 392ax, k, l, t, w, z, ~d, 393a, b, f, ~a, ~b, 397b, c), co odpowiada obrębom ewidencyjnym Dłusko (działka ewidencyjna nr 367/1), Sarnikierz (fragm. dz. ew. nr 357/11, 357/9, 392/3) i Ścienne (dz. ew. nr 392/4, 393/1, 397/1).
Leży w całości na terenie Ińskiego Parku Krajobrazowego oraz obszaru specjalnej ochrony ptaków programu Natura 2000 „Ostoja Ińska” PLB320008; niewielka część rezerwatu znajduje się także w granicach obszaru mającego znaczenie dla Wspólnoty „Pojezierze Ińskie” PLH320067.
W odległości ok. 500 m na zachód leży rezerwat przyrody Głowacz, ok. 400 m na zachód – Kleszcze (przysiółek wsi Ścienne), ok. 500 m na północ – Dłusko, a kilkadziesiąt metrów od granic na wschód – Sarnikierz. Na większości swej długości granicę rezerwatu stanowi brzeg jeziora Dłusko. Przez teren rezerwatu przebiegają 2 szlaki piesze i 3 trasy rowerowe, otwarte w 2014.

## Charakterystyka
Celem ochrony jest „zachowanie krajobrazu o dużych deniwelacjach na Pojezierzu Ińskim wraz z licznymi źródliskami i wysiękami oraz występujących na tym terenie olsów, zwłaszcza w odmianie źródliskowej oraz zespołów żyznej i kwaśnej buczyny niżowej”. W runie występują też rośliny takie, jak mchy i wątrobowce oraz nietypowe rzeżucha gorzka i porzeczka czarna. Warunki sprzyjają również obecności ptaków i płazów.
Wśród zadań ochronnych rezerwatu znajdują się m.in. usuwanie zagrożonych drzew, monitoring gatunków występujących i inwazyjnych, utrzymywanie i oznakowanie ścieżek pieszych i rowerowych.